# Maktaj Sagdijew
Maktaj Ramazanuły Sagdijew (ros. Махтай Рамазанович Сагдиев, ur. 12 maja 1928 w Öndyrys k. Jesyla w obwodzie akmolińskim, zm. 25 sierpnia 2012 w Ałmaty) – radziecki i kazachski polityk, przewodniczący Prezydium Rady Najwyższej Kazachskiej SRR w latach 1989-1990.
W 1950 skończył Instytut Pedagogiczny w Semipałatyńsku i został nauczycielem historii, a wkrótce dyrektorem szkoły średniej. 1966-1980 I sekretarz rejonowego komitetu KPZR w Sokołowie, później w Dżambule (obecnie Taraz), 1980-1983 minister rybołówstwa Kazachskiej SRR, 1983-1985 przewodniczący obwodowego komitetu wykonawczego w Kustanaju, od 10 marca 1989 do 22 lutego 1990 przewodniczący Prezydium Rady Najwyższej Kazachskiej SRR, od 1991 przewodniczący Rady Weteranów Republiki Kazachstanu. Poza tym w niepodległym Kazachstanie był członkiem Rady Zgromadzenia Narodowego, zastępcą przewodniczącego Państwowej Komisji przy Prezydencie ds. Zwalczania Korupcji i Utrzymywania Etyki Służbowej oraz członkiem Narodowej Rady przy Prezydencie Kraju.

## Odznaczenia
- Order Parasat (trzykrotnie - Kazachstan)
- Order Lenina (ZSRR)
- Order Rewolucji Październikowej (ZSRR)
- Order Czerwonego Sztandaru Pracy (ZSRR)